# Les Chevaliers du Fiel
Les Chevaliers du Fiel sont un duo comique (un trio avant 1990) français constitué d'Éric Carrière et Francis Ginibre, qui fit ses débuts sur la chaîne de télévision locale TLT (Télé Toulouse), puis en 1996 dans les caves-spectacle de Toulouse. Ils exercent leur activité de comiques dans de nombreux domaines tels que les spectacles de scène, la radio avec Pierre Galibert, l'écriture de livres humoristiques ou encore la télévision.

## Histoire

### Des débuts au succès
Au début des années 70, Eric Carrière et Francis Ginibré font partie de la même chorale méridionale de jeune adolescents, "Les Garon's", qui enregistre le 45T "Mon amie la musique" (paroles de Jack Arel, musique de Franck Gérald) et participe à des galas au profit de l'UNICEF. Un bref extrait dudit 45T est même diffusé dans une séquence étant consacré à l'ensemble de leur carrière, sur France 2 (courant 2024). 
À la fin des années 1970, Éric Carrière, étudiant en sociologie, et Francis Ginibre, diplômé des Beaux-Arts, font leurs débuts sur scène dans une cave-spectacle de Toulouse. À la suite de leur rencontre avec Gilles Petit en 1984, ils créent leur premier spectacle, Le Détournement d'avion le plus fou de l'année (1984) qui connut un véritable succès et donna naissance aux Chevaliers du Fiel (qui seront 3 jusqu'en 1990). 
Leurs premières apparitions télévisuelles se font sur TLT (Télé Toulouse), avec des courts métrages comiques (La clinique Saint-Thomas de Pinsaguel, Buck et Nick, Jean-Paul André).
En cinq saisons, cinq nouveaux spectacles se succèdent. Après s'être donné en spectacle plusieurs années au festival d'Avignon, le duo se produit à Paris. Il monte sur scène en septembre 1995 à l'Européen mais leur spectacle ne connaît pas un franc succès, échec en grande partie lié à la fameuse grève des transports. Ce revers va se transformer en difficultés financières, les humoristes étant leurs propres producteurs.
Mais le duo ne se décourage pas et, en 1996, il est à l'affiche pour trois semaines au théâtre Grévin. En réalité, le succès de leur spectacle leur permet de se produire quatre mois. La même année, les Chevaliers du Fiel font leur première télévision nationale avec Michel Drucker et sortent leur chanson humoristique La Simca 1000, dont ils vendent 400 000 exemplaires en six mois.
En 1997, ils sortent un nouveau spectacle qui restera à l'affiche quatre mois au grand Palais des Glaces et assurent une tournée de 100 représentations avec 100 000 spectateurs. De même, ils animent une émission quotidienne sur RMC.
En 1998, ils se produisent une semaine au Casino de Paris et assurent une tournée internationale, tout en continuant d'animer sur RMC. Ils reçoivent la même année deux vidéos d'or pour leurs deux premières cassettes.
Sur France 3, la même année, ils parodient les émissions de télévision dans l'émission Les indiffusables, qui sera reprise en vidéo.
En 1999, le duo se produit à l'Olympia en janvier, assure une tournée et produit une nouvelle vidéo captée au Zénith.

### Les années 2000
Dans les années 2000, les Chevaliers du Fiel confirment le succès de leur humour. En 2000, ils montent sur scène au Casino de Paris et assurent une tournée de 140 représentations. Le duo de comiques assure une émission quotidienne sur Sud Radio.
L'année 2001 est particulièrement riche. Ils créent Repas de Famille à Toulouse en novembre 2000 où 4 000 personnes assistent aux premières représentations. Le spectacle se traduit par une tournée dans toute la France. De même, ils animent une émission quotidienne sur Rire & Chansons. En février 2001, ils publient leur livre : Les Chevaliers du Fiel balancent tout ! aux éditions Michel Lafon. En même temps, ils sortent une cassette vidéo et le DVD de leur spectacle Repas de famille chez TF1 vidéo. Ils continuent d'animer une émission quotidienne sur Rire & Chansons.
En 2002, ils reçoivent en récompense la vidéo d'or pour leur spectacle Repas de Famille. Au cours de la même année, ils sortent leur DVD les Chevaliers du Fiel mouillent leur chemise au Zénith chez TF1 Vidéo. De même, ils sont toujours sur Rire & Chansons où, en dehors de leur émission quotidienne, ils animent tous les samedis à 18 h une émission intitulée : le Chevaliers' Show. À partir du 7 novembre, ils sont au théâtre Trévise à Paris et assurent une tournée dans toute la France.
En 2003, les Chevaliers du Fiel prolongent leur spectacle au théâtre du Gymnase à Paris pendant trois mois et continuent leur tournée et leur émission sur Rire & Chansons. Peu après, les Chevaliers s'installent au Théâtre des Variétés, où ils se donneront en spectacle jusqu'en 2004.
En 2004, ils assurent une tournée dans toute la France et sortent leur DVD Spécial sud chez TF1 Vidéo. Ils assurent aussi une émission quotidienne sur Sud Radio, le 8 h-9 h avec Pierre Galibert. La même année, ils produisent de nouvelles émissions avec la chaîne Comédie.
En 2005, le duo anime toujours une émission sur Sud Radio, mais de 10 h à 12 h. De même, il assure de nouvelles émissions télé sur France 3 et font une tournée dans toute la France.
En 2006, les Chevaliers du Fiel continuent leur tournée et publient leur dernier livre, 365 Histoires drôles aux Éditions Privat. Ils participent au festival d'Avignon pendant tout le mois de juillet au théâtre du Rouge Gorge. Le duo connaît une audience très importante sur Sud Radio entre 10 h et 12 h, émission coanimée avec Maître Galibert, et jouent L'Assassin est dans la salle au Théâtre Rive Gauche à Paris.
Parti pour une station concurrente (RTL) en juin 2009, Pierre Galibert ne fait plus partie de l'émission de Sud Radio. Gaby, chargée de sélectionner les appels, prend de plus en plus d'importance dans l'émission, et pose désormais des questions aux invités.

### Les années 2010
En 2010, ils sont toujours sur Sud Radio mais l'horaire change : l'émission est maintenant diffusée de 8 h 30 à 9 h 30. Gaby avec son rire légendaire est toujours présente ainsi que le fidèle Rénato Campi qui réalise l'émission. Ils enchaînent avec des personnes tels que Hildegarde, Yvonne la voyante et Christian de Montauban. Le 13 octobre 2010, la retransmission de leur spectacle Bienvenue chez les Chevaliers du Fiel, florilège de leurs sketches, permet à France 4 de réaliser une très bonne audience : 850 000 téléspectateurs. À partir de l'automne 2010, ils jouent un nouveau spectacle Les vacances d'enfer. Ils sont au Théâtre du Gymnase Marie Bell début 2011. Fin 2010, ils rachètent le théâtre la Comédie de Toulouse.
À la rentrée 2011, ils reprennent l'antenne sur Sud Radio, désormais diffusée à Paris sur 99.9 FM, et se voient confier la tranche 8 h 30 / 9 h du lundi au vendredi. Toujours en 2011, ils prennent la décision de ne pas jouer dans les villes dirigées par le Front national. 
Le 8 septembre 2011 a lieu leur dernière émission en direct à la suite de leur décision d'interrompre, à regret, leur collaboration avec la station de radio. Ils expliquent qu'ils désavouent sa ligne éditoriale, le fait « que l'on puisse dire n'importe quoi à l'antenne », à la suite de la mise en demeure par le Conseil supérieur de l'audiovisuel (CSA) pour « propos discriminatoires » après une émission d’Éric Mazet diffusée le 22 août 2011 au cours de laquelle l'animateur avait évoqué un « lobby juif » à propos de l'affaire DSK. De plus, le matin même, des propos antisémites, misogynes et racistes avaient été proférés par des auditeurs lors de l'émission Ménard en liberté sur la même radio, émission animée par le journaliste et homme politique Robert Ménard. Deux jours plus tard, ils diront à La Dépêche du Midi : « Il y a notre DVD qui sort en octobre (Vacances d'enfer) et puis nous préparons aussi une émission pour les fêtes de Noël sur France 3, cela s'appelle Les Chevaliers du Fiel chantent Noël… ».
Depuis janvier 2012, Les Chevaliers du Fiel proposent des sketchs inédits, d'abord diffusés le week-end entre 8 h et 9 h, et depuis la rentrée 2012 à 16 h 45 sur l'ensemble du réseau France Bleu.
À partir de janvier 2013, ils jouent le spectacle Croisière d'enfer qui est tout simplement la suite de la pièce Vacances d'enfer. Ils jouent alors un couple de Toulousains en croisière. En septembre 2013, ils entament le tournage de leur premier long-métrage Repas de famille.
En 2014, Les Chevaliers du Fiel s'associent à D8. La chaîne diffuse en inédit leur spectacle : Le best-ouf des Chevaliers du Fiel, puis le 11 avril, D8 leur consacre une journée spéciale où ils sont invités sur le plateau de l'émission Le Grand Huit présentée par Laurence Ferrari et dans l'émission de Cyril Hanouna : Touche pas à mon poste !. Le soir la chaîne diffuse en direct du Théâtre des Variétés. Ils participent également le 28 novembre 2014 au jeu de Cyril Hanouna L'Œuf ou la Poule ?.
D8 diffuse La Nuit des Chevaliers du Fiel (spectacle inédit), le spectacle d'ouverture de Fiel! Mon Festival, le festival créé par Les Chevaliers du Fiel[source insuffisante]. Il y a deux numéros de La Nuit des Chevaliers du Fiel, ce sont des spectacles avec quelques sketches célèbres et inédits des Chevaliers du Fiel mais plusieurs autres humoristes participent en y jouant un de leurs sketchs. Ainsi, le premier numéro accueille Artus, le Comte de Bouderbala, Eric Antoine et Yves Pujol. Le deuxième numéro accueille Artus, Constance, Arnaud Ducret, Anthony Joubert, Yves Pujol, Sacha Judaszko, Audrey Vernon et le pianiste Roberto d'Olbia. Les Chevaliers du Fiel participent aux deux spectacles, des musiciens sont présents sur la scène. Le 26 novembre dans le Sud et le 3 décembre 2014 dans toute la France, sort au cinéma le premier film tiré de leur spectacle dont ils sont à la fois les scénaristes et les principaux comédiens : Repas de famille. La distribution comprend également Noëlle Perna, l'interprète de Mado la Niçoise, Lorella Cravotta, ancienne membre des Deschiens ainsi que plusieurs anciens humoristes de l'émission On n'demande qu'a en rire comme Sacha Judaszko, Lamine Lezghad, Artus ou Constance. Le 25 décembre 2014, ils animent avec Virginie Guilhaume le bêtisier de Noël de France 2 en prime-time.
Début 2015, Les Chevaliers du Fiel jouent une nouvelle version de leur spectacle La brigade des feuilles qui s'intitule pour l'occasion : Municipaux 2.0. Le 10 avril 2015, leur collaboration avec la chaîne D8 se poursuit en diffusant leur dernier spectacle Municipaux 2.0 en direct du Pin Galant à Mérignac. À la fin de Municipaux 2.0, ils annoncent qu'en 2016, ils joueront un nouveau spectacle, Otaké (jeu de mots avec l'expression « au taquet ») dans lequel le public pourra retrouver des personnages cultes comme Jean-Paul André avec le loup nucléaire par exemple.
Ils annoncent une nouvelle tournée en 2024.

## Liste non exhaustive des personnages interprétés
- Jean-Pierre Mouniez (interprété par Éric Carrière), candidat aux élections présidentielles, déteste les Parisiens. Selon lui, l'Europe devrait être constituée uniquement du Sud de la France. Il est également conférencier sur l'histoire du frère de Jésus qu'il adapte à sa façon.
- Fernand et Emile Lelong, deux beaufs qui se racontent leur vie autour d'un pastis.
- Christian Sanchez (interprété par Éric Carrière) : employé municipal titulaire de Gauche originaire du Perthus, amateur de vin et de pastis, secrétaire-général à la CGT. Il apprend le métier d'employé municipal à Gilbert Lavergne.
- Gilbert Lavergne, élève rotofileur (interprété par Francis Ginibre) : jeune employé municipal de 25 ans qui effectue sa première journée de travail avec Christian Sanchez.
- Monsieur Delzongles (interprété par Francis Ginibre) : un Maire de droite en conflit avec la CGT en permanence en voyage d'affaires aux Seychelles avec sa jeune secrétaire.
- Michel dit Mimi (interprété par Francis Ginibre) : chauffeur alcoolique de bus scolaire et trésorier de la CGT.
- Super Municipal (interprété par Francis Ginibre) : ou Super Muni ou tout simplement Muni, une légende dans le monde des employés municipaux, c'est un super-héros gay qui fait le travail de Christian Sanchez à sa place pour éviter qu'il ne soit viré.
- Lous Fabulous Rougagnous (puis los Tramazaïguès et enfin los Branlaïres de Caussade) : chanteurs Occitans vêtus de ponchos qui chantent une chanson en l'honneur des agents EDF de Caussade (parodie des Fabulous Trobadors).
- Jean-Paul André (interprété par Éric Carrière) : chanteur vêtu d'un K-Way jaune fluo, irradié car né près de la centrale nucléaire de Golfech. Interprète de La Simca 1000 et de Les Filles.
- Pierre Luc Mathieu Thomas Samuel Cherchez-l'intrus (interprété par Francis Ginibre) : un petit chanteur à la croix de bois âgé de 12 ans vêtu d'un short qui chante Noël c'est Noël.
- Steeve Pujade (interprété par Francis Ginibre) : chanteur de charme atteint de pulsions sexuelles qui se déshabille en pleine chanson. Interprète de Je te donnerais mon corps quand le bateau de l'amour s'échouera sur l'Île de Beauté et de Noël au Cap-d'Agde.
- Bernardo (interprété par Francis Ginibre) : un chanteur qui se fait passer pour sourd-muet afin de pouvoir se garer sur le parking en bas de chez lui, uniquement composé de places pour handicapés. Interprète de L'avventura de Stone et Charden.
- Magalie de Piau-Engaly (interprétée par Éric Carrière) : une serveuse dans une station de ski qui chante Montagne, montagne et Noël.
- Jésus et Marie : une parodie de la Bible.
- Pierre Pigne (interprété par Francis Ginibre) : maire qui tente de faire un film pour sa campagne électorale.
- L'agent en communication : (interprété par Éric Carrière) : il s'occupe de la campagne de Pigne.
- Sophie et Isabelle : Coiffeuse et sa cliente qui parlent de tout et de rien.
- Les commères communistes : deux femmes communistes qui tentent de vendre des posters de Marie-George Buffet et bavardent.
- Les chasseurs : L'un est toujours énervé et tire sur tout ce qui bouge, même un ramasseur de champignon. Il préfère d'ailleurs avoir tué un ramasseur de champignon plutôt qu'une espèce protégée pour ne pas avoir de problèmes avec la fédération de la chasse. L'autre, agent EDF, bien que raciste, est fan de l'équipe multiraciale de France de football 98.
- Les manouches qui « youent » : deux chanteurs gitans qui chantent une chanson gipsy, Vas-y Josiane.
- La Reine Margot et Christian le trouvère : Un trouvère amoureux de la Reine Margot qui accepte son amour seulement une fois vieux.
- Los de l'Ariège : Solstice Karma Bronzé et Équinoxe Grande Marée : deux hippies altermondialistes et libertaires qui chantent la chanson Je vends du fromage de chèvre à St-Girons.
- Jean-Claude Cabrel : (interprété par Francis Ginibre) : artisan qui aurait écrit toutes les chansons de son cousin Francis Cabrel.
- Antoine Charpentier : (interprété par Éric Carrière) : historien sur le Sud-ouest qui voudrait que l'Europe soit uniquement composée de la France. Son texte est pratiquement le même que celui de Jean-Pierre Mouniez.
- Jean-Raymondon: (interprété par Éric Carrière) : chanteur qui a des problèmes nasaux.
- Les employés municipaux : deux employés municipaux, un aîné et un stagiaire.
- Robert Alain alias Alain Robert: (interprété par Éric Carrière) : poète-chanteur malchanceux qui chante Pourquoi tu viens pas ?
- Claude Nougaro et sa muse : sketch hommage à Claude Nougaro. Sketch plus poétique que comique.
- L'employé de Darty et sa cliente : une cliente envahissante qui pose des questions à un employé de Darty.
- Roger et Véronique Pagès : un couple de bouchers racistes, fans de Jean-Marie Le Pen et pour l'Algérie Française, au procès car ils ont tué leur enfant par inadvertance pensant que c'était un cambrioleur arabe.
- Yvonne la psychologue par téléphone et Marie-Thérèse de Rodez : une femme consulte une psychologue par téléphone.
- Philippe : (interprété par Francis Ginibre) : Un agent EDF que Christian Sanchez appelle à la rescousse après que Gilbert ait malencontreusement détruit un tuyau de gaz.
- Fanfan : (interprété par Éric Carrière) : Un agent EDF mentalement atteint après qu'il a dû raccorder une prise pour réanimer un ami évanoui.
- Christian Lambert : (interprété par Francis Ginibre) : Un mari qui part avec sa femme en croisière puis dans un appartement-chalet dans le Jura.
- Martine Moulade épouse Lambert : (interprété par Éric Carrière) : La femme de Christian, elle est fan de Claude François en croisière puis très catholique lors du spectacle inédit Noël d'enfer, elle affiche une photo du Pape François sur les murs. Elle est naïve mais sait tenir son mari en respect.
- Françoise Moulade : (interprété par Francis Ginibre) : La sœur de Martine. Christian la déteste. Elle est divorcée. Bloquée dans la neige, elle rejoint sa sœur à pied et finit gelée avant de se mettre en couple avec Saïd.
- Saïd : (interprété par Francis Ginibre) : Un migrant syrien que Martine a parrainé avec le Secours Catholique. Étudiant en lettres modernes, il parle mieux le français que Martine, qui le cache sous le canapé puis dans la chambre. Il est joué par le régisseur Clément lorsque la scène est plongée dans le noir et que Francis joue un autre personnage.
- Ingrid : (interprété par Éric Carrière) : Une jeune italienne chargée de faire l'état des lieux et qui fait l'amour avec les clients dont Christian avant de les faire chanter pour qu'ils donnent une somme astronomique à Igor. Il est joué par le régisseur Clément lorsque la scène est plongée dans le noir et qu'Eric joue un autre personnage.
- Igor du Nord : (interprété par Éric Carrière) : Un concierge un peu allumé dont le chien est obsédé sexuel. Il envoie Ingrid faire l'amour avec les clients puis les menace de diffuser les photos s'ils ne lui donnent pas 300 euros.
- Le Pompier : (interprété par Francis Carrière) : Un pompier qui fait des fêtes sado-maso avec ses collègues. Il est homosexuel, porte une veste et un casque de pompier avec un string à chaînes.
- Les Pompiers Gays : deux pompiers qui font une crise de jalousie alors qu'un immeuble brûle.

Les Chevaliers du Fiel font aussi participer le public au spectacle, ainsi on peut retrouver dans le public David employé à la piscine municipale, Mireille la femme de Christian Sanchez, Pierrot ou encore Dédé.

## Spectacles
- 1987 : Le Détournement d'avion le plus fou de l'année !
- 1995 : Les Chevaliers du Fiel à l'Européen
- 1997 : Les Chevaliers du Fiel au Palais des Glaces
- 1998 : Les Chevaliers du Fiel au Casino de Paris
- 1999 : Les Chevaliers du Fiel mouillent leurs chemises au Zénith !
- 2000 à 2009 : Repas de famille
- 2002 à 2006 : Du Sud rien que du Sud (Spécial sud)
- 2005 à 2007 : L'assassin est dans la salle
- 2007 à 2011 : Best of collector
- 2007 à 2009 : La Brigade des feuilles
- 2010 : Bienvenue chez les Chevaliers du Fiel (festival d’Avignon)
- 2010-2011 : Vacances d'enfer
- 2011 : Les Chevaliers du Fiel chantent Noël (festival d’Avignon)
- 2012 à 2018 : Le best ouf des Chevaliers du Fiel
- 2013-2014 : Croisière d'enfer (Suite de Vacances d'enfer)
- 2014 : La Nuit des Chevaliers du Fiel (festival d’Avignon)
- 2014 à 2016 : Municipaux 2.0 (Suite de La brigade des feuilles)
- 2014 : Les Chevaliers du Fiel mettent le feu au sapin ! (festival d’Avignon)
- 2015 à 2017 : Otaké
- 2015 : La Nuit des Chevaliers du Fiel 2 (festival d’Avignon)
- 2015 à 2018 : Noël d'enfer (Suite de Croisière d'enfer)
- 2016 : Les fous rires des Chevaliers du Fiel (festival d’Avignon)
- 2016 à 2018 : Les Chevaliers du Fiel à la carte
- 2017 : Mouniès Président
- 2018-2019 : L'assassin est toujours dans la salle (Suite de L'assassin est dans la salle)
- 2018 à 2020 : Camping-car for ever (Suite de Noël d'enfer)
- 2020 à 2023 : Travaux d'enfer (Suite de Camping-car for ever)
- 2020 à 2022 : Les Décoiffeuses
- 2020-2021 : Les Trésors des Chevaliers du Fiel
- 2022 : Le Grand Meeting (Suite de Mouniès Président)
- 2022-2023 : Mamie d'enfer (Suite de Travaux d'enfer)
- 2022 à 2025: Les Municipaux, la revanche (Suite de Municipaux 2.0)
- 2023 : Une drôle d'affaire de famille (Suite de Repas de famille)
- 2024 : M. & Mme Lambert aux Jeux Olympiques (Suite de Mamie d'enfer)
- Depuis 2025 : Vacances à Dubaï (Suite de M. & Mme Lambert aux Jeux Olympiques)

## Discographie

### Albums
- 1985 : Single 45 tours Il va s'la faire / T'es fantastique Roger

## Filmographie

### Cinéma
- 2014 : Repas de famille
- 2018 : Les Municipaux, ces héros
- 2019 : Les Municipaux, trop c'est trop

### Télévision
- 1998 : Le Télé-achat le plus fou de l'année
- 2009 : Fiel mes voisins (sur France 4)
- 2016 : Les Municipaux, la série (sur C8)
- 2017 : Noël à Miami (sur C8)
- 2024 : Moustiques et plancha (sur C8)

## Publications
- 2001 : Les Chevaliers du Fiel balancent tout - Michel Lafon
- 2003 : A se tordre de rire - Broché
- 2006 : Les Chevaliers du Fiel : 365 Histoires drôles - Éditions Privat
- 2013 : Almanach du rire - Le Cherche midi
- 2015 : Les Chevaliers du Fiel en liberté - scénario de Pierre Veys, dessin de Frédéric Coicault - Le Cherche midi